# Kochmesser

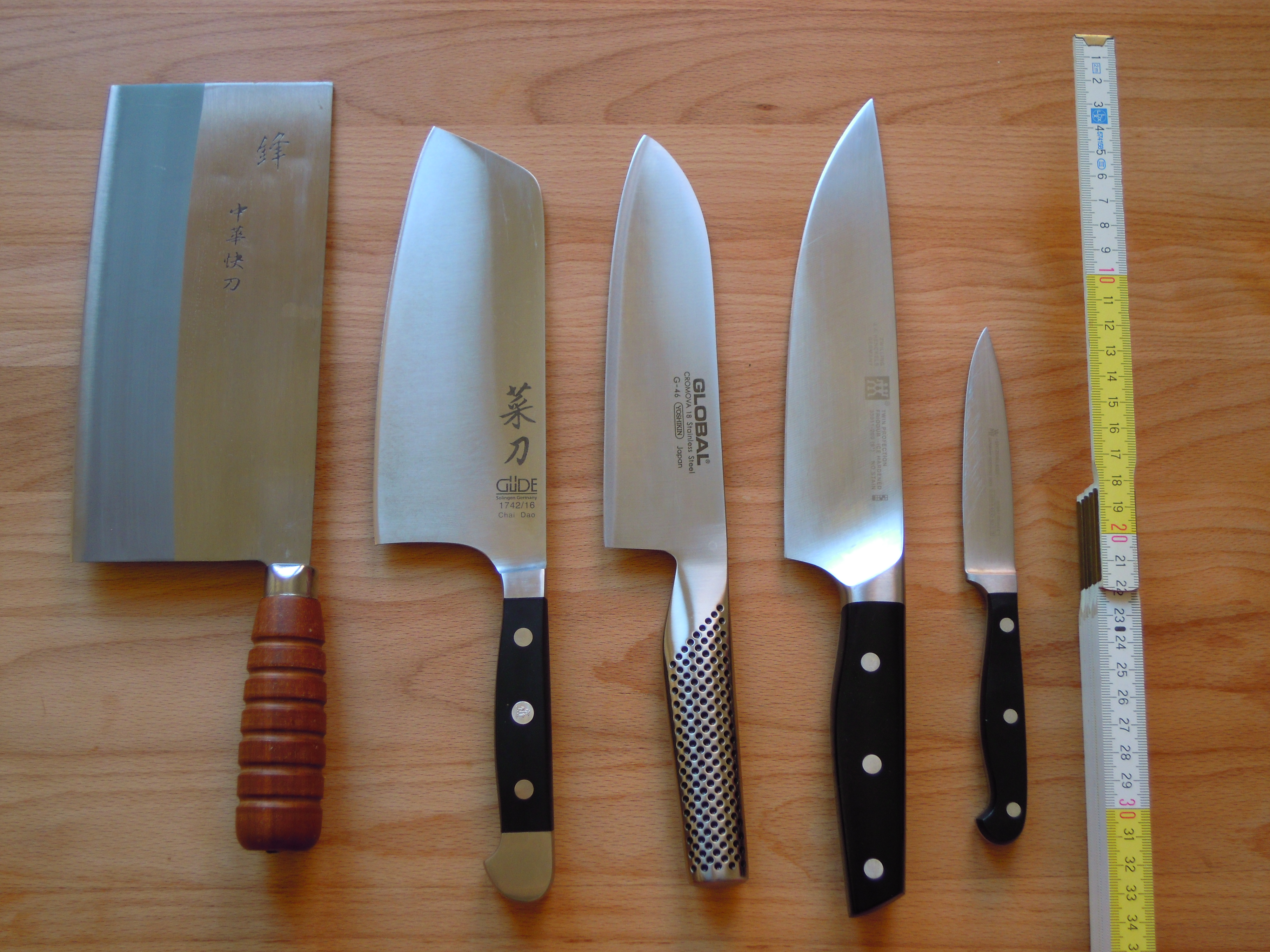
Vier verschiedene Kochmesser (und ein Officemesser zum Größenvergleich):
1. traditionelles chinesisches Kochmesser,
2. Nachbau eines mehr auf das Schneiden und Wiegen von Gemüse ausgelegten chinesischen Messers von einem Solinger Hersteller,
3. modernes japanisches Santoku,
4. modernes deutsches Kochmesser

Ein Kochmesser ist ein größeres Allzweck-Küchenmesser, das zum Schneiden, Wiegen und Hacken von Gemüse, Fleisch und Fisch eingesetzt wird.

## Varianten
International und traditionell bestehen hier verschiedene Formen mit unterschiedlichen Vorteilen in der Handhabung. Gemeinsam ist Messern dieser Kategorie, dass sie zumeist relativ lange Klingen von 16 bis 25 Zentimetern haben, einen schwereren, die Klinge ausbalancierenden Griff und ein breitflächiges Klingenblatt – breiter und starrer etwa als das Blatt ähnlich langer Filetiermesser.
Die Formenunterschiede beruhen zum Teil auf regionalen Traditionen, die ihrerseits zum Teil verschiedenartigen Traditionen der Kochkultur angepasst sind; sie resultieren aus bevorzugten Schneidebewegungen gegenüber der Schneideunterlage. Im ostasiatischen Raum wird Nahrung vor dem Kochvorgang wesentlich weiter zerkleinert; im westlichen Raum wird bei Fleisch, Fisch und Gemüse die Zerkleinerung durch den Essenden auf dem Teller vorgenommen. Europäische traditionelle Kochmesser (obige Abbildung 4) sind darum verhältnismäßig schwer und mit 20 bis 25 Zentimetern relativ lang, die Klinge wird zum Griff hin massiver. Ein der Hand angepasst geformter Griff ermöglicht es, das Messer auch bei größerer Krafteinwirkung stabil zu halten. Der Messerrücken ist fast gerade geführt, die Schneide an der Spitze zu ihm hochgezogen, was diese Messer geeignet macht, mit ihnen unter anderem in Gegenstände einzustechen und grobe Schneidebewegungen in ihnen zu vollführen.
Die Gegenoption bieten chinesische Hackmesser 跺刀, Duo Dao, die aus einem fast rechteckigen Klingenblatt bestehen (obige Abbildung 1), das zumeist in etwa doppelt so lang wie hoch ist und 20 × 10 Zentimeter messen kann. Die Schneide verläuft hier entlang der unteren Längsseite kaum gebogen. In der Form ähneln sie europäischen Hackmessern, sind jedoch bei scharf geschliffenen verhältnismäßig dünnen Klingen nicht auf das Durchhacken grober Knochen angelegt.
Varianten sind ebenso flächige jedoch im Umriss eher wie flache Beile oder Barten geformte chinesische Messer mit stärker gerundeten Schneiden (obige Abbildung 2), die auf Schneide- und Wiegebewegungen ausgelegt sind und im Handel in China auch als 切刀, Qie Dao, Schneidemesser, von Hackmessern abgegrenzt werden.
Zwischen ihnen und dem japanischen Gyūtō, das europäischen Kochmessern ähnelt, steht in der Formgebung das japanische Santoku (obige Abbildung 3), deutsch „Messer der drei Tugenden“. Santoku-Messer fanden in den letzten Jahrzehnten weltweite Verbreitung und werden mittlerweile von vielen westlichen Messerherstellern in Erweiterung der Produktpalette produziert. Häufig ist die Klinge (das Santoku-Messer obiger Abbildung misst etwa 18 Zentimeter Klingenlänge) etwas kürzer als beim europäischen Kochmesser dessen Standard bei 20 Zentimetern oder 8 Zoll liegt. Das Klingenblatt ist dafür flächiger. Der Rücken fällt nach vorne zur Schneide hin ab, bleibt jedoch für Einstiche noch immer geeignet. Die Schneide ist beim Santoku weniger gebogen, auf mehr Brettkontakt hin ausgelegt.

## Handhabung

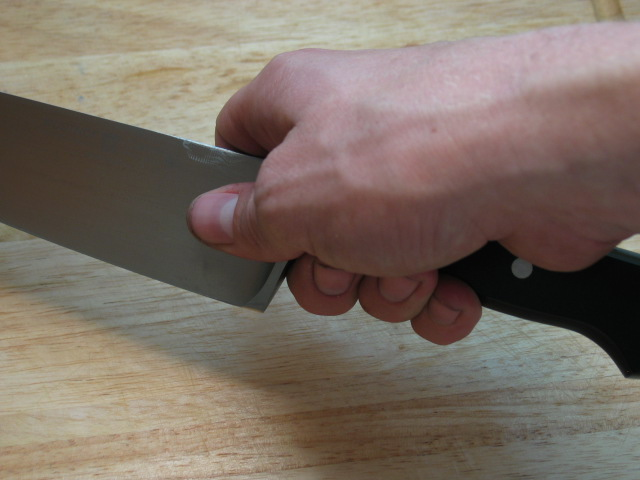
Umfassen der Klinge mit Daumen und Zeigefinger

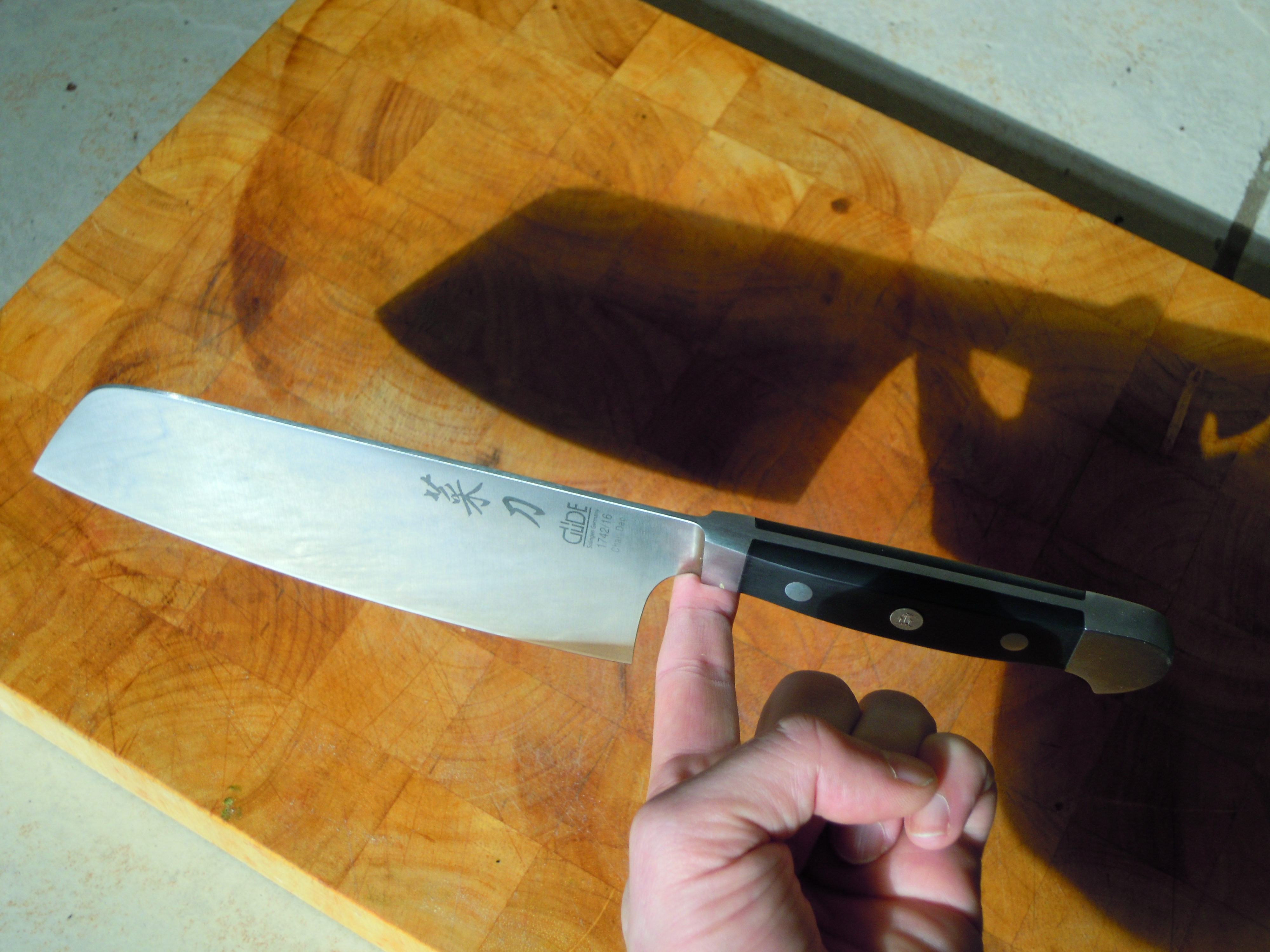
Schwerpunkt bei einem ausgewogen gestalteten Kochmesser

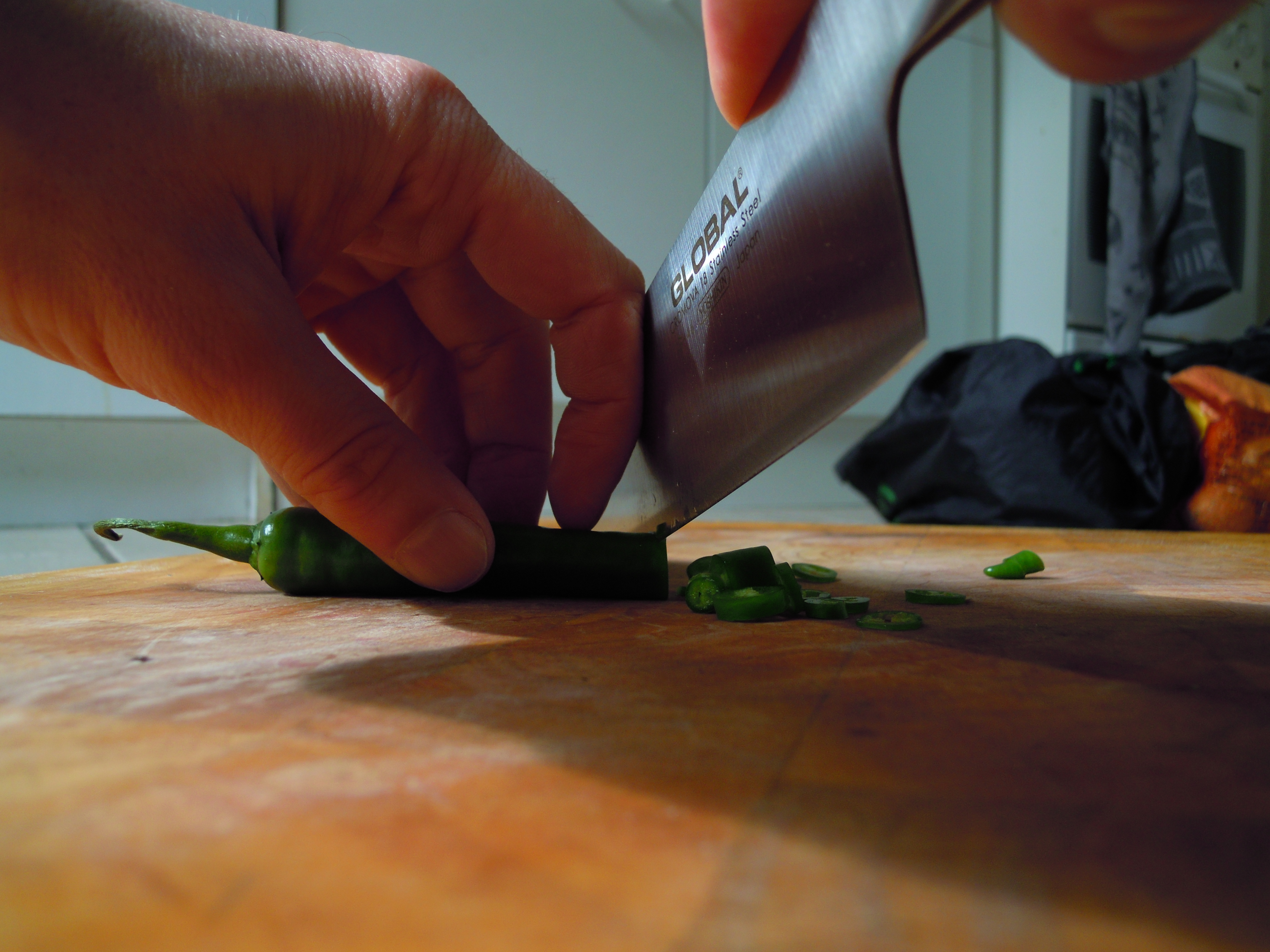
Mit den Fingerknöcheln geführte Messerklinge

Kochmesser sind relativ schwer und lang, um bei längeren Arbeitsphasen Arm und Hand zu entlasten. Das Messer übt mit dem eigenen Gewicht Druck auf das Schnittgut aus, Unterlage ist in der Regel ein schwereres Brett. Gut geschärft kann ein Kochmesser weitgehend ohne weiteren Druck Gemüse und Fleisch zerteilen.
Um die Klinge sicher zu führen, hält man, vor den Griff fassend, das Klingenblatt zwischen Daumen und Zeigefinger. Ist das Messer gut ausbalanciert, dann liegt der Schwerpunkt am Übergang von Griff und Klinge. Das Messer kippt, so ausbalanciert, während der Arbeit nicht („kopflastig“) nach vorne, noch lastet es im Griff, sondern behält eine waagrechte zum Schneiden praktische Position. Das breite Blatt erlaubt es, Schnitte kontrollierter zu führen als mit einem schmalen.
Die verschiedenen Klingen ermöglichen unterschiedliche Bewegungen gegenüber dem Schneidebrett. Beim Hacken werden rasche, fast senkrechte Bewegungen ausgeführt; um eine Schneidewirkung mitzunehmen, wird jeder Schnitt leicht nach vorne geschoben oder herangezogen. Die bei vielen Kochmessern relativ hohen Klingen erlauben es, Kontakt mit der Hand herzustellen, die das Schnittgut hält; diese weicht laufend weiter zurück und gibt die jeweilige Schnittstelle mit dem Zeige- oder Mittelfingerrücken vor.
Gebogene Klingen eignen sich besonders zum Wiegen, dem Kleinstzerschneiden, von Schnittgut wie Schnittlauch, bei dem ein wandernder Teil der Klinge laufend Kontakt zum Brett behält.
Bei wieder anderen Schneidebewegungen behält der hierzu gewölbte vordere Teil des Messers Brettkontakt, während das Schnittgut in Griffnähe mit dem fast gradlinigen Klingelteil bearbeitet wird. Dies ist der sogenannte "Wiegeschnitt", der bei Berufsköchen gepflegt wird.
Im Arbeitsprozess haben breite Klingenblätter, wie sie in der asiatischen Küche beliebt sind, den Vorteil, dass man mit ihnen kleingeschnittenes Schnittgut bequem vom Brett aufhebt und transportiert. Man erspart es sich hier, das gefüllte Brett zum Topf zu führen, benutzt das Klingenblatt statt der einen beider Hände, um Geschnittenes aufzunehmen. Viele asiatische Klingengeometrien sind für den Wiegeschnitt ungeeignet. In der asiatischen Küche wird der ziehende/schiebende Schnitt bevorzugt.
Der Vorteil spitzer und weniger hoher Klingen liegt dagegen im Schneiden und Stechen etwa beim Zerlegen von Geflügel. Santoku-Messer sind hier als Kompromisse gestaltet.
Effektiv lässt sich mit den verschiedenen Typen von Kochmessern, wenn sie gut gestaltet sind und die anvisierte Handhabung eingeübt ist, fast die gesamte Endverarbeitung von Nahrungsmitteln beim Kochen durchführen (lediglich für das Schälen von Gemüse und das punktuelle Herausschneiden von schadhaften Stellen ist ein Office-, Spick-, oder Schälmesser die wirklich nötige Ergänzung). Bei der Wahl eines Kochmessers sollte man darum ein Gespür für die Bewegungsabläufe haben, die man selbst auf dem Brett durchführt, und ausprobieren, ob das Messer etwa für bevorzugte Abrollbewegungen taugt, oder dort graderen Brettkontakt hat, wo man ihn sucht. Griff und Gewicht sollten in der Hand liegen.

## Herstellung
Preisgünstige Messer, die aus Bandstahl ausgestanzt, geschliffen und gehärtet sind, verfügen über keinen Kropf zwischen der Klinge und dem Erl, auch geht der Erl oft nicht durch den gesamten Griff durch. Sie sind daher meist leicht und wegen des Übergewichts zwischen der Klinge im Vergleich zum Griff schlecht ausbalanciert.
Gute Kochmesser sind schwerer und zumeist freiform- (von Hand) oder gesenkgeschmiedet. Bei hochwertigen europäischen Messern werden am Griff Schalenstücke aus Hartkunststoff oder Holz aufgenietet, bei asiatischen Messern, die traditionell über keinen Kropf verfügen, wird der Erl traditionell von einem zylindrischen Griff aus Holz eingefasst, der von einer Zwinge fixiert wird. Hinzugekommen sind Ganzmetall-Messer, wie das oben abgebildete Santoku.
Die Klinge wird mit einem Temperaturverfahren gehärtet. Eine zeitlich genau bestimmte Abfolge von Erhitzungen und Abkühlungen gewährleisten im Resultat die geforderte Härte und die gleichzeitig benötigte Flexibilität.
Um Probleme mit den einander widersprechenden Anforderungen an Härte und Elastizität des Stahls zu lösen, wird zum Teil Mehrlagenstahl verwendet, bei dem eine Schneidlage aus hartem und damit schnitthaltigerem, aber auch brüchigerem Stahl mit Außenlagen aus weicheren, aber elastischeren Materialien laminiert wird. Bei Damaszener-Klingen ergibt sich ihre Maserung dadurch, dass bei diesen viele Lagen aufeinanderliegen und in der Aufsicht angeschnitten erscheinen.
Europäische Messer werden meist mit einem Keilwinkel von 20 bis 25 Grad ausgeschliffen, asiatische Kochmesser sind oft mit spitzerem Schneidwinkel von 15 bis 20 Grad schärfer ausgeschliffen, damit aber auch empfindlicher. Bei europäischen Kochmessern findet sich zudem meist eine ballig geschliffene Schneide, die dem Anhaften des Schnittgutes an der Klinge entgegenwirken soll.

## Pflege

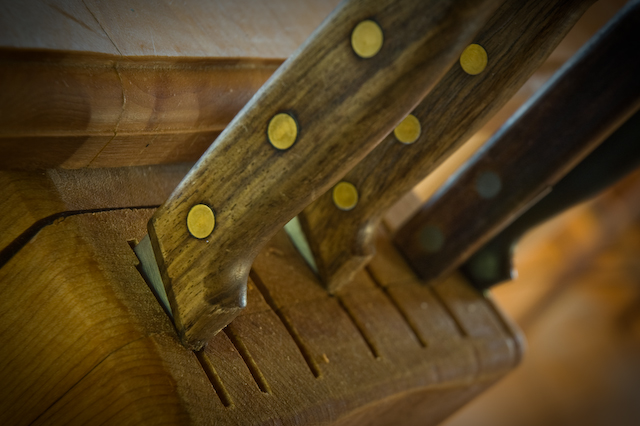
Messerblock

Klingen werden im Lauf der Arbeit stumpf. Mit einem Wetzstahl kann lediglich ein sich durch das Schneiden bildender Grat wieder aufgerichtet werden. Zum Schleifen werden in der Regel nacheinander Nasssteine mit zunehmender Feinheit verwendet.
Messer behalten ihre Schärfe länger, wenn sie nicht in Wasser liegen und nicht ätzenden Säuren ausgesetzt bleiben. Spülmaschinen lassen sie stumpf und ihre Hartkunststoffgriffe matt und brüchig werden. Holzgriffe trocknen bei der Spülmaschinenwäsche aus. Beim sorgsameren Umgang wäscht und trocknet man Messer unmittelbar nach Gebrauch ab und legt sie nicht mit anderen Metallwaren zusammen in ein Fach. Messerblöcke, Magnetleisten oder einzeln gefasste Ablagen werden für die zweckmäßige Aufbewahrung genutzt.
Bei der Arbeit ist auf die Nutzung passender Unterlagen zu achten. Holzbretter sind schneidefreundlich und lebensmitteltechnisch unbedenklich. Das Schneiden auf harten Unterlagen wie Glas, Porzellan oder Stahl lässt die Schneide sehr schnell stumpf werden und kann sie zum Beispiel durch Ausbrüche massiv schädigen.